# Пленница любви
Пленница любви (исп. Prisionera de amor) — мексиканская 85-серийная мелодрама с элементами драмы 1994 года производства Televisa.

## Сюжет
Кристина Кфарбахаль, молодая девушка, которая потеряла своего мужа в результате убийства и вдобавок была несправедливо осуждена из-за лживых улик и приговорена к 15 годам лишения свободы, но благодаря примерному поведению срок был сокращён на 5 лет и после 10 лет лишения свободы она была освобождена. На свободе у неё оставались две дочери Карина и Росита одной было 5 лет, другой 1 год, на время освобождения Карине стало 15 лет, Росите — 11 лет, они чтобы не погибнуть от голода работали служанками. Семья Монастериос ненавидит Кристину, так как считают, что это она убила своего мужа и их племянника. Дочери не хотят знать свою мать, т.к выслушав наговоры семьи Монтесинос они также считали, что это Кристина убила их отца. В конце концов недруги доводят Кристину Кфарбахаль до сумасшествия.

## Создатели телесериала

### В ролях
- Марибель Гуардия — Кристина Карбахаль/Флоренсия Рондан
- Сауль Лисасо — Хосе Армандо Видаль
- Габриэла Гольдсмит — Исаура Дуран
- Рафаэль Баледон — Браулио Монастериос#1
- Эдуардо Норьега† — Браулио Монастериос#2
- Хульета Эгуррола — Флавия Монастериос
- Альберто Инсуа† — Гастон Монастериос
- Иран Йори† — Элоиса Монастериос
- Карла Альварес† — Карина Монастериос
- Херардо Хеммер† — Алекс Монастериос
- Аликс Бауэр — Сония Монастериос
- Алиса Велес — Росита Монастериос
- Ариэль Лопес Падилья — Федерико Монастериос
- Росарио Гальвес† — Эухения
- Летисия Кальдерон — Консуэло
- Эдуардо Сантамарина — Родриго Миранда
- Кармен Амескуа — Хисела Видаль
- Родольфо Ариас — Эфрен
- Альваро Карсаньо — Паскуаль
- Хуан Фелипе Прессиадо — Альбино
- Лорена Меритано — Эстер
- Фернандо Чангеротти — Аугусто Бьянки
- Себастьян Лигарде — Херардо Авила
- Хуан Карлос Муньос — Анхель
- Роберто Гутьеррес — Освальдо Серрано
- Сильвия Дербес† — Чайо
- Альпа Акоста — Мариана
- Фабиола Кампоманьес — Лусила
- Леонардо Гарсия — Оскар
- Мане Гарсия — Делия Эскобедо
- Патрисия Мартинес — Эуфемия
- Ирма Торрес — Либрада
- Георгина Педрет — Лус
- Моника Дионне — Тете
- Серхио Хименес† — доктор Сантос
- Хавьер Гомес — Умберто
- Альма Роса Альорме
- Беатрис Амбрис
- Хосе Саломея Брито
- Дионисио
- Барбара Эйбеншуц
- Максимилиано Эрнандес
- Клаудия Инчареги
- Тельма Дорантес
- Хосе Амадор
- Кала Руис
- Карлос Агила
- Арасели Арамбула

### Административная группа
- оригинальный текст: Инес Родена
- либретто: Карлос Ромеро
- адаптация: Долорес Ортега
- телевизионная версия: Валерия Филлипс
- литературные редакторы: Кармен Муньос де Коте, Лус Ортин
- начальник диалогов: Кари Фахер
- музыкальная тема заставки: Prisionera de amor
- композиторы: Хорхе Ольвера, Хесус Медель, Карлос Гаррочо
- вокал: Росио Банкельс
- автор слов к песне: Збыгнев Палета
- автор музыки: Луис Игнасио Гусман Сальдивар
- художники-постановщики: Хосе Контрерас, Херардо Эрнандес
- художник-костюмер: Ракель Паро
- художники-декораторы: Мигель Салас, Франсиско Иглесиас
- Musicalización (не переводится): Хуан Лопес
- начальник выпуска серии: Х. Р. Наварро
- начальник административной группы: Луис Луисильо Мигель
- начальник производства: Марко Антонио Кано
- начальник производства на месте съёмок: Георгина Гарибай Гарсия
- координатор производства: Хеорхина Кастро Руис
- начальник места проживания актёров: Хуитлальцин Васкес
- администратор диалогов: Ана Селия Уркуиди
- оператор-постановщик: Карлос Санчес Суньига
- режиссёры-постановщики: Луис Велес, Педро Дамиан + продюсер

## Номинации

### TVyNovelas(0 из 5)
Телесериал не получил ни одной победы на премии, в связи с этим третья графа «Итоги премии» была тут стёрта.
| Номинация                 | Персона          |
| ------------------------- | ---------------- |
| Лучшая злодейка           | Хульета Эгуррола |
| Лучшая молодая актриса    | Карла Альварес   |
| Лучший молодой актёр      | Херардо Хеммер   |
| Лучшее женское откровение | Алисия Велес     |
| Лучшая песня к заставке   | Росио Банкельс   |